# Evolución del oxígeno
La evolución del oxígeno es el proceso de generación de oxígeno molecular (O2) mediante una reacción química, normalmente a partir del agua. La evolución del oxígeno a partir del agua se efectúa mediante la fotosíntesis oxigénica, la electrólisis del agua y la descomposición térmica de diversos óxidos. El proceso biológico sustenta la vida aeróbica. Cuando se necesita oxígeno relativamente puro con fines industriales, se aísla destilando aire licuado.

## Evolución del oxígeno en la naturaleza
Artículo principal: Complejo de evolución del oxígeno
La evolución fotosintética del oxígeno es el proceso fundamental por el que se genera oxígeno en la biosfera terrestre. La reacción forma parte de las reacciones dependientes de la luz de la fotosíntesis en las cianobacterias y los cloroplastos de las algas verdes y las plantas. Utiliza la energía de la luz para dividir una molécula de agua en sus protones y electrones para la fotosíntesis. El oxígeno libre, generado como subproducto de esta reacción, se libera a la atmósfera.
La oxidación del agua está catalizada por un cofactor que contiene manganeso contenido en el fotosistema II, conocido como complejo de evolución del oxígeno o complejo de separación del agua. El manganeso es un cofactor importante, y el calcio y el cloruro también son necesarios para que se produzca la reacción.La estequiometría de esta reacción es la siguiente:
   2H2O ⟶ 4e- + 4H+ + O2
Los protones se liberan en el lumen del tilacoide, contribuyendo así a la generación de un gradiente de protones a través de la membrana del tilacoide. Este gradiente de protones es la fuerza motriz para la síntesis de trifosfato de adenosina (ATP) a través de la fotofosforilación y el acoplamiento de la absorción de energía luminosa y la oxidación del agua para la creación de energía química durante la fotosíntesis.

## Historia del descubrimiento
No fue hasta finales del siglo XVIII cuando Joseph Priestley descubrió accidentalmente la capacidad de las plantas para "restaurar" el aire que había sido "dañado" por la combustión de una vela. Continuó el experimento demostrando que el aire "restaurado" por la vegetación no era "en absoluto inconveniente para un ratón". Más tarde se le concedió una medalla por sus descubrimientos de que "...ningún vegetal crece en vano... sino que limpia y purifica nuestra atmósfera". Los experimentos de Priestley fueron evaluados más a fondo por Jan Ingenhousz, un médico holandés, que demostró entonces que la "restauración" del aire sólo funcionaba en presencia de luz y de partes verdes de plantas.

## Electrólisis del agua
La electrólisis del agua produce oxígeno junto con hidrógeno (H2). El objetivo de la electrólisis del agua es almacenar energía en forma de hidrógeno gaseoso, un combustible de combustión limpia. La "reacción de evolución del oxígeno (REO) es el principal cuello de botella [de la electrólisis del agua] debido a la lenta cinética de esta reacción de transferencia de cuatro electrones".Todos los catalizadores prácticos son heterogéneos.

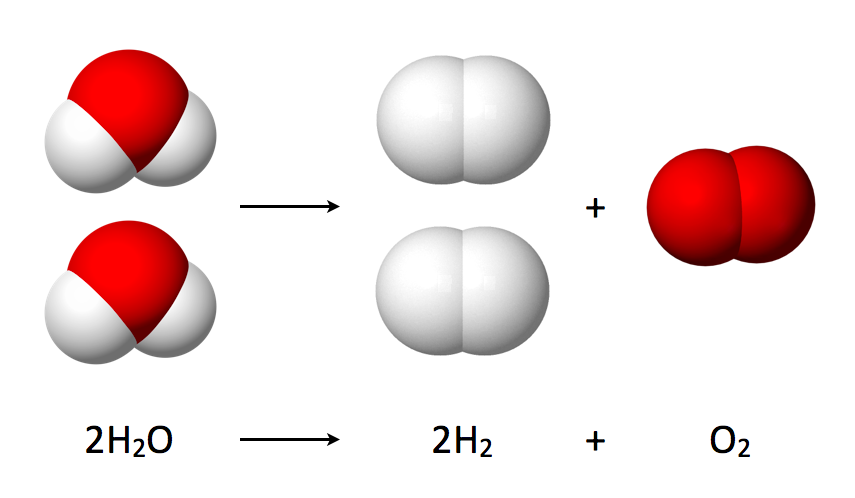
Diagrama que muestra la ecuación química general.

Los electrones (e-) se transfieren del cátodo a los protones para formar hidrógeno gaseoso. La semirreacción, equilibrada con ácido, es:
   2 H+ + 2e- → H2
En el ánodo, cargado positivamente, se produce una reacción de oxidación que genera gas oxígeno y libera electrones al ánodo para completar el circuito:
   2 H2O → O2 + 4 H+ + 4e-
Combinando cualquiera de los dos pares de medias reacciones se obtiene la misma descomposición global del agua en oxígeno e hidrógeno:
   Reacción global:
   2 H2O → 2 H2 + O2

## Generación química de oxígeno
Aunque algunos óxidos metálicos acaban liberando O2 cuando se calientan, estas conversiones suelen requerir altas temperaturas. Unos pocos compuestos liberan O2 a temperaturas suaves. Los generadores químicos de oxígeno consisten en compuestos químicos que liberan O2 cuando son estimulados, normalmente por calor. Se utilizan en submarinos y aviones comerciales para suministrar oxígeno de emergencia. El oxígeno se genera mediante la descomposición a alta temperatura del clorato sódico:
   2 NaClO3 → 2 NaCl + 3 O2
El permanganato potásico también libera oxígeno al calentarse, pero el rendimiento es modesto.
   2 KMnO4 → MnO2 + K2MnO4 + O2